# Маленький андроїд
«Маленький андроїд» («The Little Android») — оповідання американської письменниці Марісси Маєр, написане у 2013 році, вперше опубліковане 28 січня 2014 року на платформі Wattpad. Згодом увійшло до збірки "Stars Above" (2016), яка містить кілька коротких історій зі світу «Хронік Місяця» (The Lunar Chronicles)  

## Історія створення
Ідея "Маленького андроїда" виникла в рамках написання серії "Хроніки Місяця". Маєр захотіла створити нову інтерпретацію казки «Русалонька» Ганса Крістіана Андерсена, яка б розгорталась у науково-фантастичному світі. Вона вирішила перетворити образ русалоньки на андроїда, що дуже підходить до тематики серії — світу, де люди, андроїди та інопланетяни живуть разом і стикаються з технологіями, політичними інтригами і соціальними питаннями. Маєр вирішила дослідити питання, чи можуть машини мати почуття, чи може штучний інтелект мати мораль, і яким чином технології змінюють розуміння людяності. Це також дозволяло порушити питання про штучний інтелект і права андроїдів, що є важливими темами у науковій фантастиці. 
Вибір казки "Русалонька" для адаптації був логічним, оскільки в цій казці є багато елементів, які можна переосмислити у футуристичному контексті, зокрема теми самопожертви, безмовності, кохання, що суперечить законам природи.

## Тематика твору
У творі розповідається про самопожертву заради кохання. Героїня оповідання «Маленький андроїд» готова принести жертву заради кохання, навіть якщо це означає втрату її ідентичності. Андроїд вибирає між своїм "машинним" існуванням і можливістю переживати людські почуття, у тому числі й кохання. Одна з основних тем — чи має андроїд право на почуття та чи можна їх вважати справжніми. Героїня зіткнулася з питанням, що значить бути людиною, чи має вона право на такі емоції, якщо вона не є людиною.
Оповідання піднімає питання моральних та етичних дилем щодо штучного інтелекту і того, чи повинні андроїди мати права, що порушують соціальні проблеми в майбутньому, коли технології стають все більш людяними.
Ідея про права машин у світі, де штучний інтелект все більш інтегрований у суспільство, є актуальною.

## Сюжетна лінія
- Експозиція. Представлення головної героїні — андроїда Ме-585 (Mech6.0), створеного для технічного обслуговування. Вона несподівано виявляє здатність до "людських" емоцій, що не притаманно її програмі. З усіх андроїдів, які забезпечують запуск космічного корабля, лише вона одна захоплено дивиться на зорі. Вони здаються їй надзвичайно гарними, а Галактика - «великою, яскравою і безмежною». Ме-585 відчуває хвилю захвату і збирається попередити про незрозумілий збій свого механіка.
- Зав’язка. Андроїд спостерігає за інженером Дарном (D’Artagnan “Darne” Reyes), щось змушує її хвилюватися. Підйомний кран не витримує вантаж, і Дарн падає у велику цистерну з нафтою.  Ме-585, єдина з усіх андроїдів, діє всупереч програмі. Вона піднімається на контейнер, пурнає у нафту і рятує юнака.
- Розвиток дії. У ремонтній майстерні Ме-585 через дивну поведінку і пошкодження планують перепрограмувати або ж здати на металолом. Вона намагається приховати свою справжню природу, вирішує вдосконалити своє тіло. Героїня звернулась до чорно-ринкового майстра, щоб отримати людське тіло, що нагадує русалчин мотив із казки Ганса Крістіана Андерсена. Чорно-ринковим майстром виявляється Лінь Сіндер, головна героїня «Хронік Місяця». Сіндер має особливий талант до механіки  і допомогла андроїду отримати нове тіло. Ме-585 влаштовується на роботу помічником Дарна. Вони готують космічний корабель до польоту. Андроїд дізнається, що її обранець закоханий в іншу дівчину.
- Кульмінація. Ме-585 підслуховує розмову Дарна і Міко. І розуміє, що її жертва — обмін механічного життя на людське тіло — не приведе до взаємного кохання. Вона вирішує відмовитися від своєї мрії.
- Розв’язка. Андроїд допомагає Дарну бути щасливим. Ме-585 знаходить cенс у своєму існуванні через здатність допомагати іншим: "Я можу жити, навіть якщо моє серце більше не б'ється. Але я готова віддати його заради тебе".

## Особливості жанру
"Маленький андроїд" – оповідання, але має певні риси новели. У ньому гармонійно поєднуються фантастичний сюжет і казкова символіка. Це короткий твір, який значно менший за повість, але більший, ніж оповідання. Має одну сюжетну лінію. Твір зосереджується на історії андроїда, її емоційному розвитку та жертві. Поєднання казкових мотивів і наукової фантастики створює унікальну атмосферу, що властива жанру новел.  

## Головні персонажі
У оповіданні "Маленький андроїд" є кілька ключових персонажів, які втілюють тему самопожертви, любові та пошуку власної ідентичності.
- Андроїд Ме-585 - головна героїня, у якої виникає "збій", що призводить до здатності відчувати майже людські емоції. Вона рятує хлопця, в якого закохується попри ризик втрати власного тіла. "Я прагну бути чимось більшим, ніж просто програма. Я прагну бути живою," - наголошує героїня. Ме 585 уособлює тему жертовності, подібно до Русалоньки з казки Андерсена.
- Дарн - молодий інженер, якого рятує андроїд. Випускник технічного університету, спеціальністю якого були двигуни космічних кораблів і робота по внутрішньому оформленню. Закоханий у Міко, вірний почуттям.
- Міко – донька власника космічного корабля, кохана дівчина Дарна. Вона самотня, легко знаходить контакт з Ме-585.
- Лінь Сіндер, головна героїня «Місячних хронік», камео персонажа. Її дії демонструють співчуття до андроїда й майстерність, що характерно для цього персонажа протягом усієї серії книг Марісси Маєр.

## Стиль
Художній стиль оповідання поєднує  емоційну глибину, простоту викладу і технічну термінологію, щоб створити як драматичну, так і казкову історію.  Оповідання використовує деталі футуристичного середовища: мегаполіси, робототехніка, космічні технології. Вони підкреслюють ізольованість і самотність андроїда у світі, де її сприймають лише як об'єкт. Часто використовуються метафори, пов’язані з людськими почуттями, які контрастують із "холодною" природою Ме-585.
Короткі, чіткі речення в моменти дії контрастують із довшими описовими фрагментами, які передають внутрішній стан героїні. Діалоги прості, але наповнені підтекстами. Наприклад, розмови Дарна і Міко демонструють їхню людяність, яка контрастує з мовчазними спостереженнями андроїда.
Алюзії до "Русалоньки" проявляються у мотивах самопожертви й неможливості досягти бажаного.